# Eckwersheim
Eckwersheim est une commune française de l'Eurométropole de Strasbourg, située dans la circonscription administrative du Bas-Rhin et, depuis le 1er janvier 2021, dans le territoire de la Collectivité européenne d'Alsace, en région Grand Est. Elle fait partie de l'Aire urbaine Nord de Strasbourg.
Cette commune se trouve dans la région historique et culturelle d'Alsace.

## Géographie
Eckwersheim est située à une dizaine de kilomètres environ au nord de Strasbourg.
Cette commune fait partie de Strasbourg Eurométropole, ce qui lui permet d'être desservie par la ligne de bus 71 de la Compagnie des transports strasbourgeois.

### Communes limitrophes
| Olwisheim |             | Brumath    |
| Berstett  | Eckwersheim |            |
|           |             | Vendenheim |

### Hydrographie

#### Réseau hydrographique
La commune est dans le bassin versant du Rhin au sein du bassin Rhin-Meuse. Elle est drainée par le canal de la Marne au Rhin, le ruisseau le Landgraben et le ruisseau le Muhlbach,.
Le canal de la Marne au Rhin, d'une longueur totale de 314 km, et 178 écluses à l'origine, relie la Marne (à Vitry-le-François) au Rhin (à Strasbourg). Par le canal latéral de la Marne, il est connecté au réseau navigable de la Seine vers l'Île-de-France et la Normandie.
Le Landgraben, d'une longueur de 41 km, prend sa source dans la commune de Berstett et se jette  dans la Moder à Dalhunden, après avoir traversé onze communes.

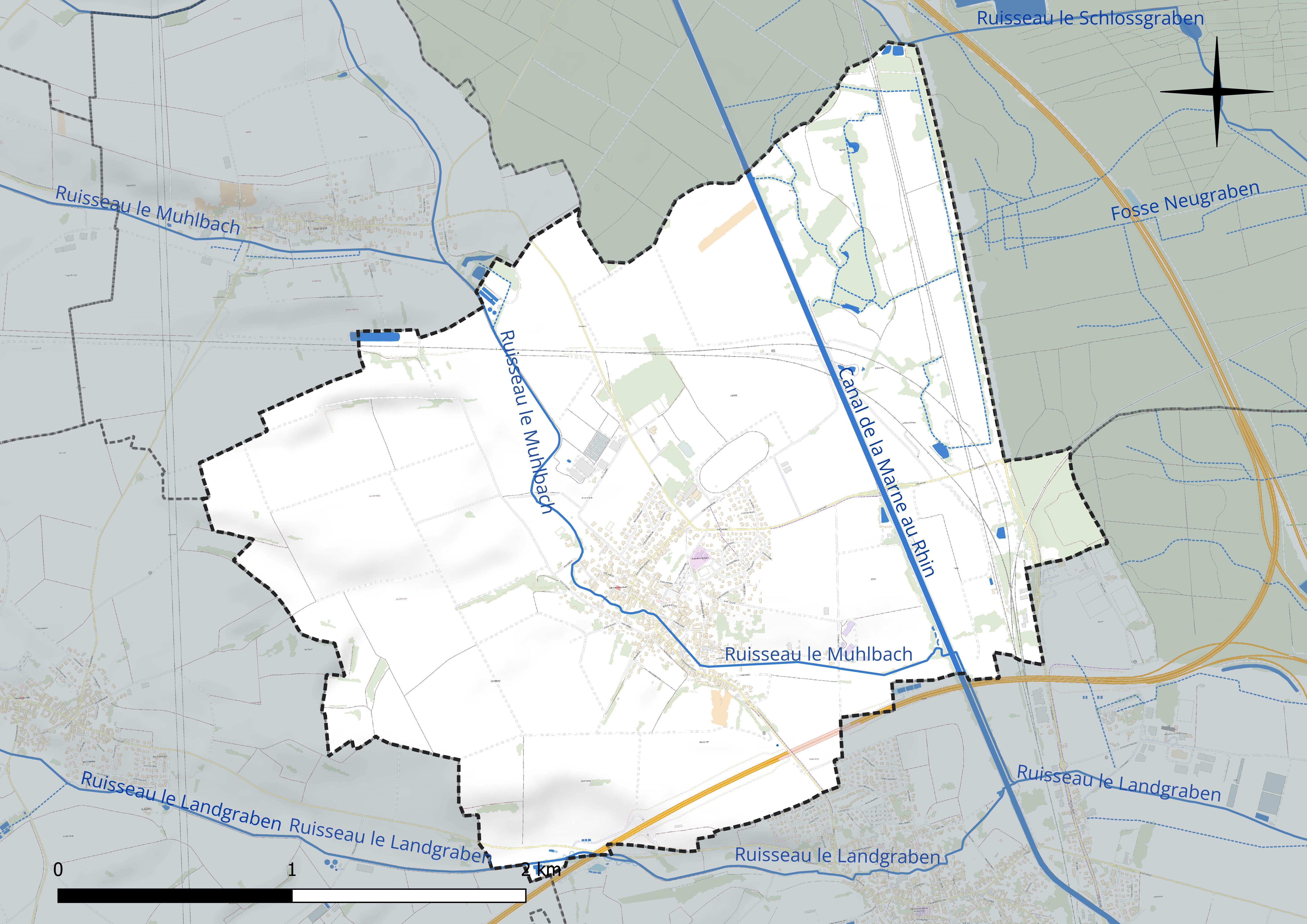
Réseau hydrographique d'Eckwersheim.

Le Muhlbach, d'une longueur de 11 km, prend sa source dans la commune de Wingersheim les Quatre Bans et se jette  dans le Landgraben à Vendenheim, après avoir traversé cinq communes.

#### Gestion et qualité des eaux
Le territoire communal est couvert par le schéma d'aménagement et de gestion des eaux (SAGE) « Ill Nappe Rhin ». Ce document de planification concerne la nappe phréatique rhénane, les cours d'eau de la plaine d'Alsace et du piémont oriental du Sundgau, les canaux situés entre l'Ill et le Rhin et les zones humides de la plaine d'Alsace. Le périmètre s’étend sur 3 596 km2. Il a été approuvé le 17 janvier 2005. La structure porteuse de l'élaboration et de la mise en œuvre est la région Grand Est.
La qualité des cours d’eau peut être consultée sur un site dédié géré par les agences de l’eau et l’Agence française pour la biodiversité.

### Climat
Pour des articles plus généraux, voir Climat du Grand Est et Climat du Bas-Rhin.
En 2010, le climat de la commune est de type climat des marges montargnardes, selon une étude du Centre national de la recherche scientifique s'appuyant sur une série de données couvrant la période 1971-2000. En 2020, Météo-France publie une typologie des climats de la France métropolitaine dans laquelle la commune est exposée à un climat semi-continental et est dans la région climatique  Alsace, caractérisée par une pluviométrie faible, particulièrement en automne et en hiver, un été chaud et bien ensoleillé, une humidité de l’air basse au printemps et en été, des vents faibles et des brouillards fréquents en automne (25 à 30 jours).
Pour la période 1971-2000, la température annuelle moyenne est de 10,5 °C, avec une amplitude thermique annuelle de 17,7 °C. Le cumul annuel moyen de précipitations est de 725 mm, avec 9,6 jours de précipitations en janvier et 10,4 jours en juillet. Pour la période 1991-2020, la température moyenne annuelle observée sur la station météorologique de Météo-France la plus proche, « Waltenheim-sur-zorn », sur la commune de Waltenheim-sur-Zorn à 9 km à vol d'oiseau, est de 11,3 °C et le cumul annuel moyen de précipitations est de 652,2 mm. 
La température maximale relevée sur cette station est de 38 °C, atteinte le 7 août 2015 ; la température minimale est de −14,9 °C, atteinte le 20 décembre 2009,,.
Les paramètres climatiques de la commune ont été estimés pour le milieu du siècle (2041-2070) selon différents scénarios d'émission de gaz à effet de serre à partir des nouvelles projections climatiques de référence DRIAS-2020. Ils sont consultables sur un site dédié publié par Météo-France en novembre 2022.

## Urbanisme

### Typologie
Au 1er janvier 2024, Eckwersheim est catégorisée ceinture urbaine, selon la nouvelle grille communale de densité à sept niveaux définie par l'Insee en 2022.
Elle est située hors unité urbaine. Par ailleurs la commune fait partie de l'aire d'attraction de Strasbourg (partie française), dont elle est une commune de la couronne,. Cette aire, qui regroupe 268 communes, est catégorisée dans les aires de 700 000 habitants ou plus (hors Paris),.

### Occupation des sols
L'occupation des sols de la commune, telle qu'elle ressort de la base de données européenne d’occupation biophysique des sols Corine Land Cover (CLC), est marquée par l'importance des territoires agricoles (81,9 % en 2018), en diminution par rapport à 1990 (91,6 %). La répartition détaillée en 2018 est la suivante :
terres arables (65,9 %), zones agricoles hétérogènes (16,1 %), zones urbanisées (9,8 %), zones industrielles ou commerciales et réseaux de communication (6,6 %), forêts (1,7 %). L'évolution de l’occupation des sols de la commune et de ses infrastructures peut être observée sur les différentes représentations cartographiques du territoire : la carte de Cassini (XVIIIe siècle), la carte d'état-major (1820-1866) et les cartes ou photos aériennes de l'IGN pour la période actuelle (1950 à aujourd'hui).

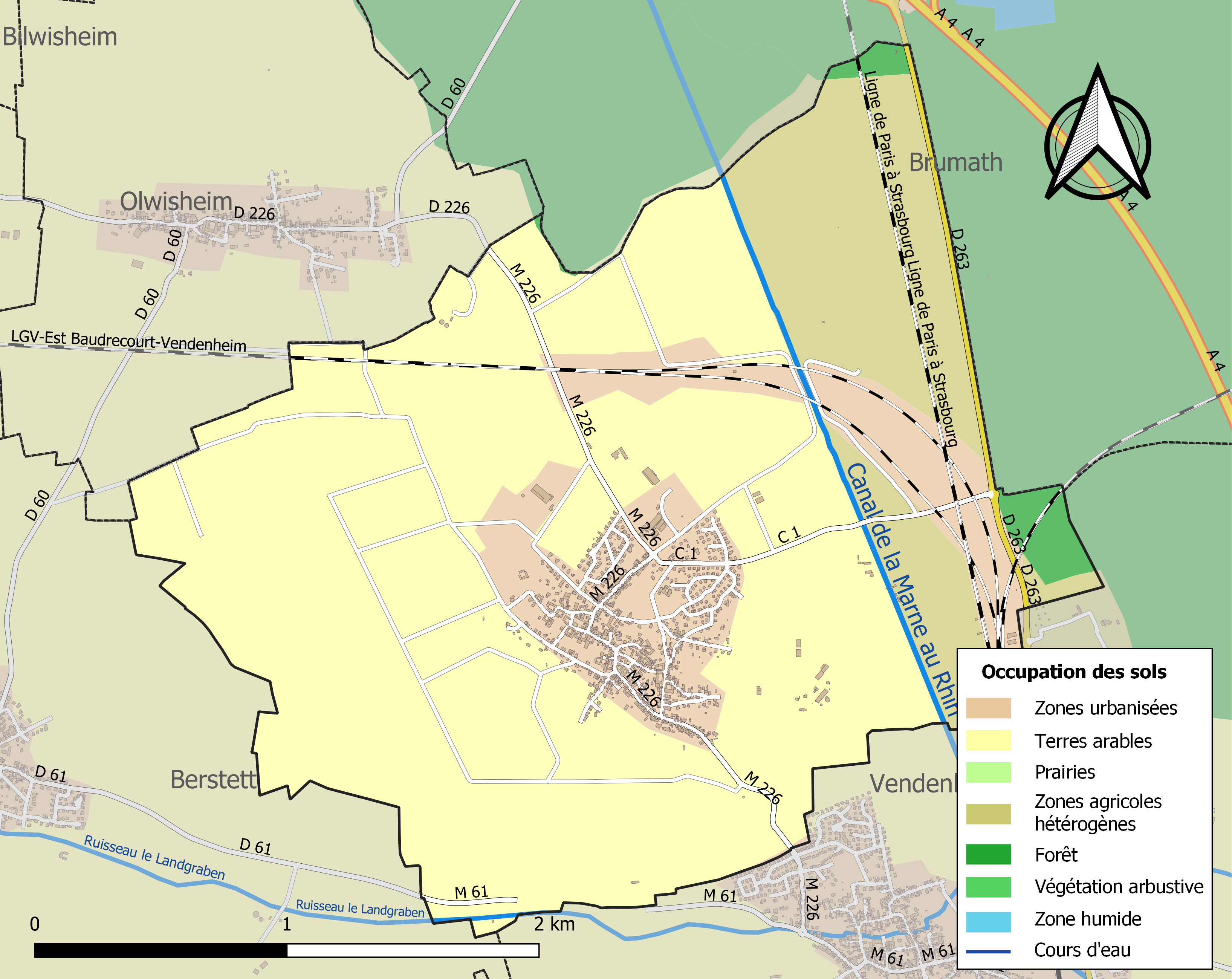
Carte des infrastructures et de l'occupation des sols de la commune en 2018 (CLC).

### Infrastructures de transport
La ligne à grande vitesse est-européenne aboutit à Eckwersheim, pour rejoindre la ligne ferroviaire classique à Vendenheim.
Entre Eckwersheim et Vendenheim, le Grand Contournement Ouest de Strasbourg passerait à proximité des maisons, ce qui explique l'opposition d'un grand nombre d'habitants d'Eckwersheim et de Vendenheim,.

## Histoire
Eckwersheim apparaît pour la première fois dans un document sous le nom de Eccfrydesheim comme propriété de l'évêché de Metz lors du partage de l'empire de Charlemagne en 814. Ce domaine fut ensuite transmis à l'abbaye de Saint-Étienne en 850.
Au XIVe siècle, l'évêque de Metz donna le village en fief aux Ochsenstein. Il passa ensuite de familles en familles (Deux-Ponts-Bitche, Lichtenberg, Hanau-Lichtenberg). Les deux croix chrétiennes sur l'écusson du village commémorent les Hanau-Lichtenberg.
En 1554, les habitants furent touchés par la Réforme et se convertirent. En 1780, Eckwersheim passa sous l'autorité du Roi de France. À la suite de cet épisode historique, la fleur de lys fut rajoutée sur l'écusson. En 1793, durant la Révolution française, les troupes françaises incendièrent la moitié du village. Pendant près d'un siècle, une baisse importante de la population fut constatée. Une stabilisation puis une augmentation de la population ramena ce nombre à environ 1 500 habitants en 2009. Faisant partie de Strasbourg Eurométropole, Eckwersheim s'est transformé en village-résidence où l'activité agricole s'est réduite comme dans beaucoup d'autres villages alsaciens.
Le premier déraillement mortel de l'histoire du TGV s'est produit sur la commune le 14 novembre 2015.

### Héraldique
| Blason de Eckwersheim | Blason  | De gueules aux deux croisettes latines d'argent soutenues d'une fleur de lys du même. |
| Blason de Eckwersheim | Détails |                                                                                       |

## Politique et administration

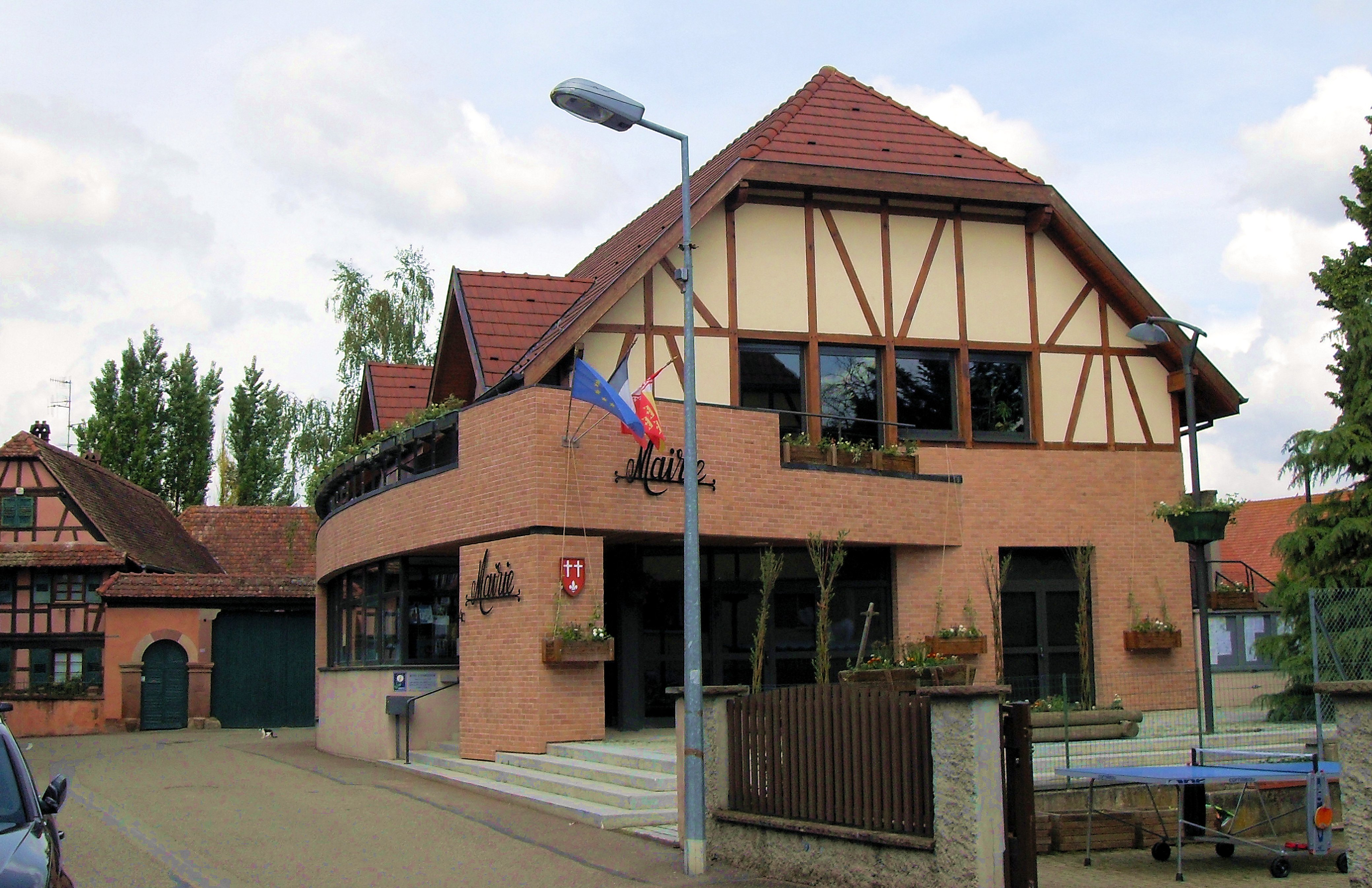
La mairie.

| Période                                  | Période  | Identité                  | Étiquette | Qualité                   |
| ---------------------------------------- | -------- | ------------------------- | --------- | ------------------------- |
| Les données manquantes sont à compléter. |          |                           |           |                           |
| 1891                                     | 1907     | André Schultz (1847-1925) |           |                           |
| 1907                                     | 1920     | Philippe Schultz          |           |                           |
| 2001                                     | 2008     | Robert Pfrimmer           |           |                           |
| 2008                                     | 2014     | Doris Hahn                |           | Vice-presidente de la CUS |
| 2014                                     | mai 2020 | Michel Léopold            |           |                           |
| mai 2020                                 | En cours | Camille Bader             |           |                           |

## Transports
Eckwersheim est dessevi par les bus 71 et 75 et Flex'hop de la Compagnie des transports strasbourgeois :
| Arrêt                   | correspondance         | Notes                                                                                       |
| ----------------------- | ---------------------- | ------------------------------------------------------------------------------------------- |
| Canal                   | ligne 71, 75, Flex'hop |                                                                                             |
| Eckwersheim Mairie      | ligne 71, 75, Flex'hop |                                                                                             |
| Eckwersheim Cimetière   | ligne 71, 75, Flex'hop |                                                                                             |
| Eckwersheim Hipprodrome | ligne 71, 75, Flex'hop | Eckwersheim Hippodrome est le terminus de la ligne 71 et le terminus partiel de la ligne 75 |
| Eckwersheim Stade       | Flex'hop               |                                                                                             |

## Démographie
L'évolution du nombre d'habitants est connue à travers les recensements de la population effectués dans la commune depuis 1793. Pour les communes de moins de 10 000 habitants, une enquête de recensement portant sur toute la population est réalisée tous les cinq ans, les populations de référence des années intermédiaires étant quant à elles estimées par interpolation ou extrapolation. Pour la commune, le premier recensement exhaustif entrant dans le cadre du nouveau dispositif a été réalisé en 2006.

En 2022, la commune comptait 1 428 habitants, en évolution de +8,59 % par rapport à 2016 (Bas-Rhin : +3,17 %, France hors Mayotte : +2,11 %).
| 1793 | 1800 | 1806 | 1821 | 1831 | 1836 | 1841 | 1846 | 1851 |
| ---- | ---- | ---- | ---- | ---- | ---- | ---- | ---- | ---- |
| 529  | 548  | 656  | 793  | 924  | 958  | 910  | 934  | 941  |

| 1856 | 1861 | 1866 | 1871 | 1875 | 1880 | 1885 | 1890 | 1895 |
| ---- | ---- | ---- | ---- | ---- | ---- | ---- | ---- | ---- |
| 903  | 933  | 929  | 883  | 848  | 906  | 865  | 890  | 934  |

| 1900 | 1905 | 1910 | 1921 | 1926 | 1931 | 1936 | 1946 | 1954 |
| ---- | ---- | ---- | ---- | ---- | ---- | ---- | ---- | ---- |
| 878  | 879  | 858  | 799  | 795  | 750  | 772  | 740  | 714  |

| 1962 | 1968 | 1975 | 1982 | 1990  | 1999  | 2006  | 2011  | 2016  |
| ---- | ---- | ---- | ---- | ----- | ----- | ----- | ----- | ----- |
| 669  | 670  | 771  | 906  | 1 112 | 1 266 | 1 425 | 1 391 | 1 315 |

| 2021  | 2022  | - | - | - | - | - | - | - |
| ----- | ----- | - | - | - | - | - | - | - |
| 1 403 | 1 428 | - | - | - | - | - | - | - |

## Lieux et monuments
- L'église protestante d'Eckwersheim date du XVe siècle. Sa nef a été reconstruite au XVIIIe siècle. Elle possède deux cloches dont le bourdon a été fondu à Strasbourg en 1735 par Mathias Edel. On peut y lire le nom du seigneur Ludwig Wurmser von Vendenheim. L'horloge de l'église date de 1922 et a été réalisée par Ungerer[29].

## Personnalités liées à la commune
- Frédéric Horning (1809-1882), pasteur et théologien, né à Eckwersheim.
- Christian Schweitzer, instituteur d'Eckwersheim mort en 1851. C'est l'arrière-grand-père du docteur Albert Schweitzer. Son tombeau, ainsi que celui de sa femme Catharina (morte en 1819) et de sa fille Carolina (morte en 1840), se trouve devant l'église d'Eckwersheim.
- Henry Wolf (1852-1916), graveur sur bois américain d'origine française, est né à Eckwersheim.